# Țareva Livada, Gabrovo
Țareva Livada (în bulgară Царева Ливада) este un sat în comuna Dreanovo, regiunea Gabrovo,  Bulgaria. 

## Demografie
Componența etnică a satului Țareva Livada
     Bulgari (94,18%)
     Turci (1,27%)
     Nicio identificare (2,83%)
     Altele (2,12%)
La recensământul din 2011, populația satului Țareva Livada era de 705 locuitori. Din punct de vedere etnic, majoritatea locuitorilor (94,18%) erau bulgari, cu o minoritate de turci (1,27%). Pentru 2,83% din locuitori nu este cunoscută apartenența etnică.